# Ermag
Ermag is een Duits historisch merk van motorfietsen,
De bedrijfsnaam was: Erlanger Motoren AG, Erlangen-Buckenhof.
In 1923 ontstonden in Duitsland honderden motorfietsmerken, die zich bijna allemaal richtten op de vraag naar goedkope vervoermiddelen. Om zo goedkoop mogelijk te produceren kochten zij bijna allemaal inbouwmotoren bij grotere fabrieken in, maar de concurrentie was zo groot dat het aanbod groter was dan de vraag en in 1925 verdwenen ruim 150 van deze kleine merken van de markt.
Ermag was echter een andere weg ingeslagen. Het liet zelf 246cc-tweetaktmotoren ontwikkelen door de latere NSU-chefconstructeur Albert Roder en vanaf 1925 werden er ook nog duurdere kopklepmotoren van 246-, 497- en 547 cc geleverd. Dat zorgde er waarschijnlijk voor dat Ermag het nog tamelijk lang volhield, maar na de beurskrach van 1929 moest ook dit merk de productie beëindigen.